# Odontobutidae

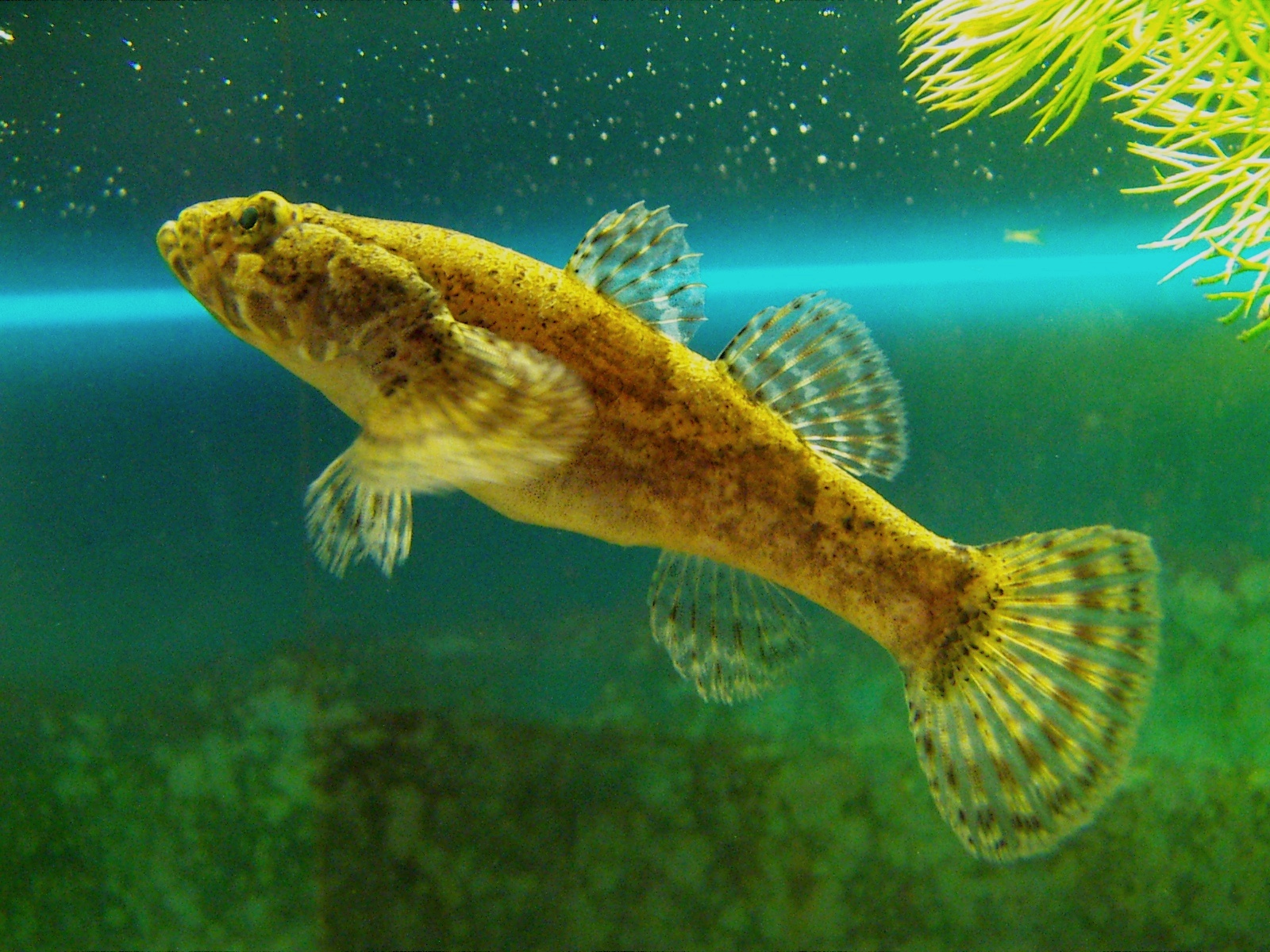
Odontobutis obscura

Los odontobútidos (Odontobutidae) son una familia de peces de agua dulce de río, incluida en el orden Perciformes.

## Hábitat
Se distribuyen por corrientes de río del norte de Vietnam, China, Corea, Japón y Rusia.
Son especies diádromas que realizan migraciones dentro de los cursos de agua dulce, nunca en el mar.

## Morfología
Pueden distinguirse de otras familias de gobioideos por los siguientes caracteres: tienen una escápula grande, seis radios branquiostegales y tienen una línea lateral.

## Géneros y especies
Existen unas 21 especies agrupadas en seis géneros:
- Género Micropercops (Fowler y Bean, 1920)
- Género Neodontobutis (Chen, Kottelat y Wu, 2002)
- Género Odontobutis (Bleeker, 1874)
- Género Perccottus (Dybowski, 1877)
- Género Sineleotris (Herre, 1940)
- Género Terateleotris (Shibukawa, Iwata y Viravong, 2001)